# El Lute/Gotta Go Home
«El Lute/Gotta Go Home» es un sencillo de doble cara A del grupo alemán Boney M.. Fue el sencillo principal de su cuarto álbum Oceans of Fantasy (1979) y fue el octavo y último sencillo número uno del grupo en las listas alemanas.

## El Lute
"El Lute" contó la historia real del forajido español Eleuterio Sánchez, quien todavía estaba en prisión cuando se lanzó la canción, aunque pronto sería liberado luego de un indulto. La canción presenta su afirmación de que fue condenado injustamente por asesinato y vincula su liberación de la cárcel con la liberación de su país de la opresión después del régimen de Franco. Durante una visita promocional en España, Boney M. conoció a Sánchez y le entregó un disco de oro por las ventas del sencillo.
Margot Borgström escribió la letra en sueco, ya que Wizex grabó la canción en el álbum de 1979 Some Girls & Trouble Boys. Lanzada bajo el nombre de Kikki Danielsson, la canción se convirtió en un éxito de Svensktoppen durante 10 semanas entre el 25 de noviembre de 1979 y el 10 de febrero de 1980, e incluso encabezó la lista durante una semana. Liz Mitchell luego lanzó una versión del álbum No One Will Force You titulada "Mandela" con la letra alterada para describir la vida de Nelson Mandela, quien todavía estaba en prisión en ese momento.

## Gotta Go Home
En 2010, "Gotta Go Home" se incluyó en la pista de Duck Sauce "Barbra Streisand".

## Lanzamientos

### 7" Single
- "El Lute" (Frank Farian, Hans Blum, Fred Jay) – 5:10 / "Gotta Go Home" (versión de 12") (Farian, Huth, Huth, Jay) – 4:35 (Hansa 100 804-100, Alemania)
- "El Lute" (Frank Farian, Hans Blum, Fred Jay) – 5:10 / "Gotta Go Home" (LP mix extendido) (Farian, Huth, Huth, Jay) – 4:00 (Hansa 100 804-100, Alemania)
- "Gotta Go Home" – 4:00 / "El Lute" – 5:10 (Atlantic K 11351, Reino Unido)
- "Gotta Go Home" – 4:00 / "El Lute" – 5:10 (Atlantic P-481, Japón)

### 12" Single
- "Gotta Go Home" – 5:04 / "El Lute" – 5:09 (Hansa 600 081-213, Alemania)
- "Gotta Go Home" – 5:04 / "El Lute" – 5:09 (Hansa 600 081-213, Alemania) – vinilo transparente